# Эматия
Эматия (Эмафия, Иматия, др.-греч. Ἠμαθίη, «песчаная [область]») — в древности так называлась прибрежная песчаная равнина, низменная и болотистая, при устье македонских рек Аксия, Галиакмона и Лудия (Ройдия), носившая также имя Македониды (Μακεδονίδα) и считавшаяся исконной территорией македонской ветви эллинов.
Эматия была населена греческим племенем, находившимся в ближайшем родстве с дорянами, причём только вследствие тесной политической связи с иллирийскими и фракийскими племенами и неучастия в фессалийско-дельфийской амфиктионии оно в древнейшую пору греческой истории считалось не греческим.
Главным городом области и, вместе с тем, древнейшей резиденцией македонских царей были Эги (Эгеи), в северо-западной части равнины. Высокий акрополь Эг до конца Македонского царства оставался местом погребения македонских царей; пригород же Эг, расположенный на равнине под акрополем, постепенно разросся до размеров значительного города, который был известен под именем Эдессы и служил резиденцией македонских царей до Филиппа II, здесь убитого. При последнем резиденция династии была перенесена в Пеллу, лежавшую в центре упомянутой равнины и защищённую кольцом озёр и болот; несмотря на неблагоприятные климатические условия, Пелла оставалась главным городом области до падения Македонской империи (168 год до н. э.). Южная часть эматийской равнины носила название Боттиэиды, которая была первоначально населена неэллинским племенем боттиев; главным городом этой части Эматии была Бероя — у подошвы горы Бермия. Другие более крупные города Эматии — Китий, Кирр, Эвроп, Гортиния.
В общем смысле слово Эматия употреблялось (в частности Гомером и Гесиодом) для обозначения Македонии в целом.